# Windows XP
Windows XP (nazwa kodowa Whistler) – wersja systemu operacyjnego Microsoft Windows z rodziny Windows NT (oparty na jądrze NT) firmy Microsoft, wydana 25 października 2001 roku. Jednocześnie w tym dniu wydano Windows Media Player dla Windows XP. Koniec wsparcia technicznego dla tego systemu operacyjnego nastąpił 8 kwietnia 2014, natomiast wersja POSReady 2009 była wspierana do 9 kwietnia 2019 roku. W 2017 roku wydano ostatnie wersje oficjalnych przeglądarek internetowych dla Windows XP.
Windows XP w wersji Home jest następcą systemu Windows Me, a w wersji Professional jest następcą systemu Windows 2000. Nazwa XP pochodzi od angielskiego słowa experience, czyli „doświadczenie” lub „doznanie”.

## Cechy
Windows XP jest udaną próbą stworzenia jednolitej linii systemów Windows. Wcześniej Microsoft rozwijał dwie linie produktów: jedną dla użytkowników domowych (linia 9x/Me), a drugą do zastosowań zaawansowanych (linia NT). Pociągnęło to za sobą brak kompatybilności z wieloma aplikacjami DOS-owymi.
System opiera się na kodzie NT z dodanym nowym interfejsem graficznym Luna zawierającym wiele nowości i usprawnień w stosunku do interfejsu użytego w poprzednich wersjach. Ponadto zawiera zintegrowaną zaporę sieciową. Zapora sieciowa obecna w Windows XP jest prostym filtrem pakietów, który jest domyślnie aktywny po zainstalowaniu systemu z dodatkiem Service Pack 2 lub nowszym (bez tego dodatku zapora jest aktywowana dopiero po skonfigurowaniu sieci).
System wyposażono w przeglądarkę Internet Explorer 6 lub Internet Explorer 7 w dodatku Service Pack 3 i odtwarzacz multimedialny Windows Media Player (wersja 8 w systemie bez dodatku Service Pack i z Service Pack 1 lub 9 z Service Pack 2 i Service Pack 3). Dodano także funkcję pulpitu zdalnego, dzięki któremu możliwa jest zdalna pomoc innemu użytkownikowi. Dodanie tych aplikacji do systemu pociągnęło za sobą dalsze oskarżenie w kierunku firmy Microsoft o praktyki monopolistyczne.
Kontrowersje i sprzeciwy obrońców prywatności budziło także zintegrowanie z systemem usługi .NET Passport.
Po raz pierwszy w historii systemów Microsoft Windows została wprowadzona do systemu aktywacja mająca zapobiegać piractwu. Wyjątek stanowi Windows XP Professional licencjonowany zbiorczo, w tym Windows XP Professional x64 Edition. Jeżeli użytkownik nie aktywuje produktu w 30-dniowym okresie, przy każdym następnym zalogowaniu jedyną dopuszczalną operacją, na jaką system pozwoli będzie aktywacja produktu. Po dokonaniu aktywacji przywrócona zostanie pełna funkcjonalność systemu Windows XP. To pierwszy system, w którym wdrożono ponadto mechanizm Windows Genuine Advantage, który sprawdza legalność klucza produktu.
Windows XP obsługuje systemy plików NTFS i FAT32 oraz exFAT po zainstalowaniu aktualizacji.

## Nowe funkcje
- Możliwość nagrywania płyt CD za pomocą zintegrowanego z Eksploratorem Windows programu do nagrywania płyt[7].
- Grupowanie programów na pasku zadań.
- Wygładzanie czcionek na ekranach LCD przy pomocy ClearType.
- Wyświetlanie w Menu Start najczęściej używanych programów.
- Oczyszczanie pulpitu ze skrótów nieużywanych przez liczbę dni ustawioną przez użytkownika (domyślnie 60).
- Monitorowanie stanu baterii laptopa i hibernacja systemu w przypadku, kiedy stan baterii jest niski.
- Możliwość szybkiego przełączania użytkowników.

## Wersje
Istnieją dwie główne wersje:
- Home Edition (premium) – wersja dla użytkowników domowych
- Professional – wersja zawierająca m.in. obsługę wielu procesorów oraz mechanizm uwierzytelnienia sieciowego.

W listopadzie 2002 roku Microsoft opublikował dwie nowe wersje XP, przeznaczone dla konkretnych zastosowań:
- Windows XP Media Center Edition – wersja dla komputerów HP Media Center Computer, niektórych komputerów w sieci sklepów Vobis, Alienware Navigator oraz Optimus. Wersja ta jest dostarczana tylko i wyłącznie z tymi komputerami i nie można jej kupić w sklepie.
- Windows XP Tablet PC Edition – wersja dla urządzeń typu Tablet PC.

Pod koniec 2004 roku Microsoft wydał kolejną wersję tego systemu:
- Windows XP Media Center Edition 2005 – podobna do swojego poprzednika, jednak posiadająca nowe opcje, design oraz kompozycję – Energy Blue, wykorzystującą nowy schemat kolorów Royale.
- Windows XP Tablet PC Edition 2005 – aktualizacja Windows XP Tablet PC Edition wprowadzona w ramach Service Pack 2[8].

W niektórych krajach, takich jak Rosja czy Indie, Microsoft wprowadził nową edycję systemu Windows – Starter Edition.
Zgodnie z decyzją Komisji Europejskiej udostępniona została edycja pozbawiona 186 plików, w tym programu Windows Media Player (a co za tym idzie – możliwości odtwarzania multimediów bez instalacji dodatkowego oprogramowania). Komisja nie zgodziła się na proponowaną przez Microsoft nazwę Windows XP Reduced Media Edition i wybrała Windows XP N spośród pozostałych nazw zaproponowanych przez koncern. Microsoft twierdzi, że nazwa taka może zdezorientować klientów, ale ostatecznie zatwierdził ją. System ten jest dostępny tylko w Europie.
Windows XP jest dostępny w wersjach na platformy sprzętowe x86, ia64 i AMD64.

## Wymagania sprzętowe
| Minimalne                                              | Zalecane                                             |
| ------------------------------------------------------ | ---------------------------------------------------- |
| Procesor Pentium MMX lub AMD K6 233 MHz lub szybszy    | Procesor Pentium II lub AMD K6-2 300 MHz lub szybszy |
| 64 MB Pamięci RAM                                      | 128 MB Pamięci RAM lub więcej                        |
| 1,5 GB wolnego miejsca na dysku                        | 2 GB wolnego miejsca lub więcej na dysku             |
| Super VGA (800×600)                                    | Adapter wideo i monitor o wyższej rozdzielczości     |
| Napęd CD-ROM lub DVD-ROM (tylko dla wersji pudełkowej) | Napęd CD-ROM lub DVD-ROM                             |
| Klawiatura                                             | Klawiatura oraz urządzenie wskazujące (np. mysz)     |

## Dodatki Service Pack

### Service Pack 1
Service Pack 1 (SP1) dla Windows XP został wydany 9 września 2002 roku. Najbardziej oczekiwanymi zmianami była obsługa USB 2.0 oraz dodanie możliwości ustawiania dostępu dla programów (Określ dostęp do programów i ich ustawienia domyślne w aplecie Panelu sterowania Dodaj lub usuń programy), która pozwala na wyłączenie lub włączenie dostępu dla domyślnych aplikacji z różnych dziedzin, np. przeglądania stron internetowych, rozmowy poprzez komunikatory itp.
Obsługa dysków twardych została poprawiona poprzez dodanie obsługi standardu LBA-48, co pozwoliło na zwiększenie obsługiwanej pojemności dysków twardych do ponad 128 GB.
Service Pack 1 pozwalał także na instalację dysków Serial-ATA już podczas instalacji systemu z krążka oraz zablokował dwa najczęściej używane numery seryjne używane w Windows XP Professional do ominięcia aktywacji systemu.
Następnie Microsoft wydał Service Pack 1a, aby usunąć wirtualną maszynę Java, z powodu przegranej sprawy sądowej z firmą Sun Microsystems. Oprócz jej usunięcia nie wprowadzono żadnych zmian w porównaniu z pierwszą wersją pakietu.

### Service Pack 2
Service Pack 2 (SP2) został wydany 25 sierpnia 2004 roku i wniósł do Windowsa XP bardzo wiele zmian. Są to m.in.:
- Centrum zabezpieczeń systemu Windows – nowe okno w systemie zbierające informacje na temat bezpieczeństwa komputera, czyli sprawność zapory internetowej, stan Aktualizacji automatycznych oraz programu antywirusowego.
- Funkcja blokowania wyskakujących okienek – funkcja pozwalająca na blokowanie wyskakujących okien w programie Internet Explorer.
- Nowa zapora systemu Windows – inteligentnie blokuje potencjalnie niebezpieczne formanty ActiveX, niebezpieczne programy komunikujące się z internetem oraz inne niebezpieczne dla komputera elementy.
- Technologia NoExecute – programowa implementacja sprzętowej technologii Data Execution Prevention zapobiegająca uruchamianiu kodów programów umieszczonych w obszarze pamięci tylko dla danych. Ma pomagać w likwidowaniu zagrożeń wirusowych.

Ten dodatek serwisowy wzbudził dużo kontrowersji wśród użytkowników, ponieważ spore zmiany nastawione na bezpieczeństwo spowodowały kłopoty z aplikacjami, które zakładały mniejsze restrykcje ze strony systemu operacyjnego. Dlatego też Microsoft zdecydował się wydać katalog programów, które działać będą, bądź nie. Aktualnie wszystkie najpopularniejsze programy (a także większość tych mniej popularnych) posiada już darmowe poprawki, które eliminują wszelkie problemy z ich działaniem pod Windows XP z Service Pack 2. Poprawki te są dostępne do pobrania ze strony producenta danego programu, najczęściej jako jego najnowsza wersja. Kolejną kontrowersją, jest to, że Windows XP nie pozwoli na zainstalowanie sterowników karty dźwiękowej, bez uprzedniego zainstalowania SP2.
Ten dodatek to już ostatni system bez zabezpieczeń DRM. Nie jest wspierany od 13 lipca 2010 roku.

### Service Pack 3
Service Pack 3 (SP3) został wydany 21 kwietnia 2008 roku. Pierwotnie miał się pojawić w maju 2007 roku, jednak przełożono premierę na rok 2008 z powodu skupienia się Microsoft nad Windows Vista i Office 2007, czyli dwoma sztandarowymi produktami firmy. W nowym dodatku aktualizującym dodano kilka interesujących elementów, m.in.:
- Uaktualnienie konsoli przystawek MMC 3.0,
- Nowy sposób aktywacji systemu,
- Dostęp do nowych sterowników,
- Zwiększenie wydajności systemu[13].

Do dodatku nie zostały dołączone nowe wersje Windows Media Player. Jest to ostatni taki zbiór poprawek dla tej edycji systemu operacyjnego Windows. Wkrótce po premierze tego samego dnia Service Pack 3 został wycofany z Windows Update oraz Microsoft Download Center, jednakże mimo to można pobrać go z serwerów Microsoftu. Wycofanie zostało spowodowane problemem we współpracy Windows XP SP3 z Dynamics Retail Management System. Ten sam błąd odkryto też w SP1 dla Windows Vista, nie wpłynie to jednak na dostępność tego zbioru poprawek. Później SP3 znalazł się w Windows Update jako poprawka zalecana, jednak obecnie już SP3 znajduje się w Windows Update jako poprawka ważna. Wsparcie dla SP3 zakończyło się 8 kwietnia 2014 roku.

## Wsparcie techniczne

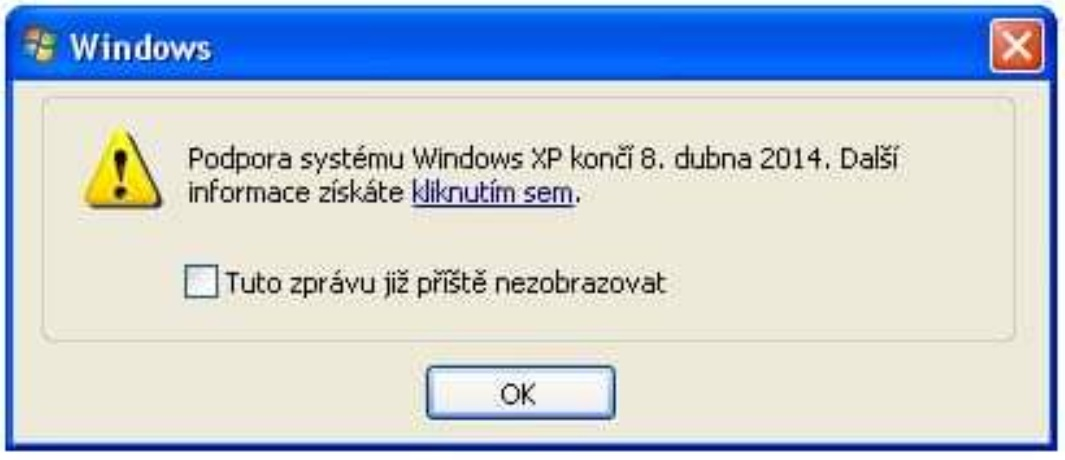
Informacje o zakończeniu obsługi systemu.

Wsparcie techniczne dla Windows XP bez dodatków Service Pack skończyło się 30 września 2004, dla systemów z dodatkami Service Pack 1 i 1a 10 października 2006 roku, a dla systemu z dodatkiem Service Pack 2 skończyło się 13 lipca 2010 roku. Microsoft poinformował oficjalnie klientów i partnerów o utrzymaniu wsparcia technicznego dla systemu Windows XP z dodatkiem Service Pack 3 do 8 kwietnia 2014 roku
oraz aktualizacji bezpieczeństwa dla Microsoft Security Essentials, System Center Endpoint Protection, Forefront Client Security, Forefront Endpoint Protection oraz Windows Intune do 14 lipca 2015 roku.
Podstawowe wsparcie techniczne dla Windows XP zakończyło się 14 kwietnia 2009 roku. Oznaczało to wówczas, że producent publikował jedynie poprawki dotyczące bezpieczeństwa dla systemu.
Prawdopodobnie amerykański przemysł zbrojeniowy i wojsko, które używają Windows XP do kontroli procesów przemysłowych, nie wyrazili zgody na zakończenie wsparcia. Wymogli oni na Microsofcie jego przedłużenie aż do 2019 roku.
Dla zwykłych użytkowników Microsoft zakończył wsparcie rozszerzone 8 kwietnia 2014 roku. Jednocześnie zostało zakończone wsparcie rozszerzone dla Microsoft Office 2003.
W 2016 roku Google zakończył wsparcie dla przeglądarki Chrome i ostatnią wersją stał się Chrome 49. W 2017 roku wydano ostatnią wersję przeglądarki Firefox dostępną dla Windows XP (Firefox 52 ESR).

## Następcy
Następcami systemu Windows XP przeznaczonymi do zastosowań domowych były Windows Vista Home Basic i Windows Vista Home Premium, a do profesjonalnych – Windows Vista Business, Windows Vista Enterprise oraz Windows Vista Ultimate. Na systemie Windows XP jest także oparty Windows Server 2003 i Windows Server 2003 R2.